# Xã Sumner, Quận Reno, Kansas
Xã Sumner (tiếng Anh: Sumner Township) là một xã thuộc quận Reno, tiểu bang Kansas, Hoa Kỳ. Năm 2010, dân số của xã này là 654 người.